# Проспект Чумбарова-Лучинского
Проспект Чумбарова-Лучинского — проспект в центре Архангельска. Расположен параллельно Троицкому проспекту, проходит от улицы Выучейского до улицы Карла Либкнехта. Участок проспекта от улицы Иоанна Кронштадского до улицы Карла Либкнехта является пешеходной зоной, закрытой для проезда автотранспорта. Сокращенное разговорное название проспекта — «Чумбаровка».

## Пересекает или соприкасается
С запада на восток:
- улица Свободы
- Воскресенская улица
- улица Карла Либкнехта
- Поморская улица
- улица Володарского
- улица Серафимовича
- улица Иоанна Кронштадтского
- улица Выучейского

## Происхождение названия

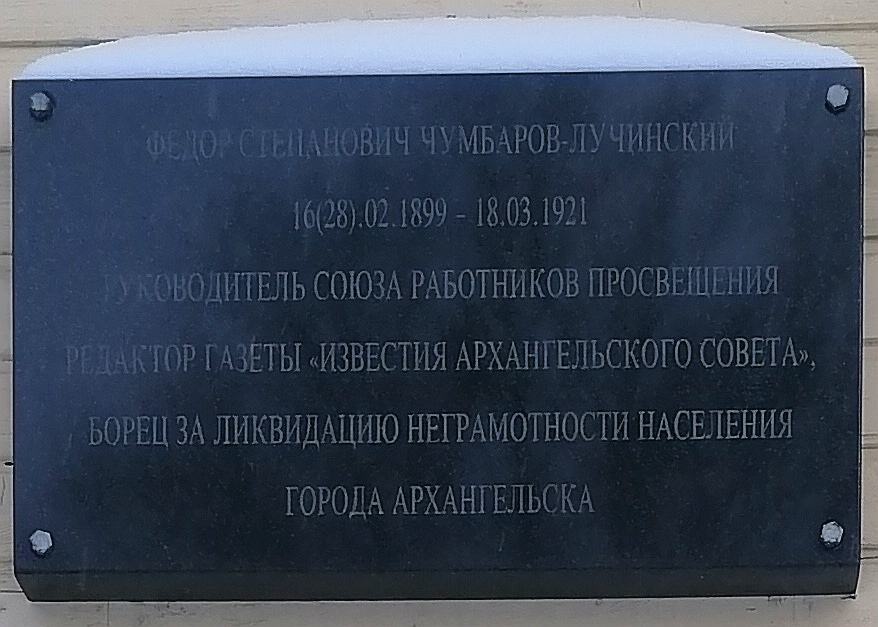
Мемориальная доска на проспекте

Проспект назван в честь поэта и революционного деятеля Фёдора Степановича Чумбарова-Лучинского.

## История
До 1921 года носил название Псковский, ещё раньше Средний и Большая Мещанская улица.
Предложение о присвоении имени Чумбарова-Лучинского одной из улиц города было принято на торжественном заседании (18 апреля 1921 года), посвященном первой годовщине воссоздания Архгоррайкома (после освобождения Архангельска от белых и интервентов). Окончательное решение вопроса состоялось на президиуме уездгорисполкома 23 июня 1921 года.

## Здания
| № дома | Изображение | Описание | Примечание |
| ------ | ----------- | --- | --- |
| № 1    |             | Дворец спорта профсоюзов | |
| № 2    |             | Центральный рынок Архангельска | |
| № 18   |             | Деревянный дом городской усадьбы Ф. Г. Антонова, построен в 1884—1890 гг., в настоящее время частный жилой дом | |
| № 19   |             | Современная низкокачественная копия дома адвоката Н. В. Никольского 1913 года постройки на проспекте Чумбарова-Лучинского. Оригинал на проспекте Советских Космонавтов, дом 79, стоит на своем месте в запустении. | |
| № 20   |             | Кирпичный дом городской усадьбы Ф. Г. Антонова, построен в 1914 году | Объект культурного наследия народов РФ регионального значения. Рег. № 321310009920005 (ЕГРОКН). Объект № 2900358000 (БД Викигида) |
| № 24   |             | Лечебница П. А. Дмитриевского, 1911 года постройки | Объект культурного наследия народов РФ регионального значения. Рег. № 321310009930005 (ЕГРОКН). Объект № 2900359000 (БД Викигида) |
| № 28   |             | Открытая (сменная) общеобразовательная школа | |
| № 30   |             | Дом А. С. Чудинова, построен в 1904 г., восстановлен в 1989 году, туристическое бюро | |
| № 32   |             | Частный жилой дом | |
| № 38   |             | Дом коммерческого собрания, середина XIX века, начало XX века. Архитектор В. В. Телятьев, воссоздан в 1987 году. Музей «Марфин дом»                                                                                | Объект культурного наследия народов РФ федерального значения. Рег. № 291410147560006 (ЕГРОКН). Объект № 2910028000 (БД Викигида)  |

## Памятники культуры, расположенные на проспекте
Проспект позиционируется как пешеходная улица-музей. Несколько лет назад городские власти решили свозить сюда постройки деревянного Архангельска, в результате чего здесь находится уникальное собрание деревянных строений старого Архангельска. Самое известное здание, перевезенное сюда, — Марфин Дом, бывший Дом Коммерческого собрания (середина XIX века).
В 2005 году по инициативе тогдашнего мэра Александра Донского началась реставрация проспекта на так называемые «народные» деньги. В 2009 году она была закончена, проспект был полностью открыт горожанам. Появились брусчатые мостовые, фонари, скамейки, клумбы. Также проспект Чумбарова-Лучинского является местом, где открываются памятники: Степану Писахову, одному из героев сказок Писахова — архангельскому мужику Сене Малине, и Козьме Пруткову.
Чайка на голове памятника Писахова, которая крепится к нему тонкой ножкой, регулярно отрывалась вандалами и столь же регулярно восстанавливалась.

## Галерея

Памятник Козьме Пруткову
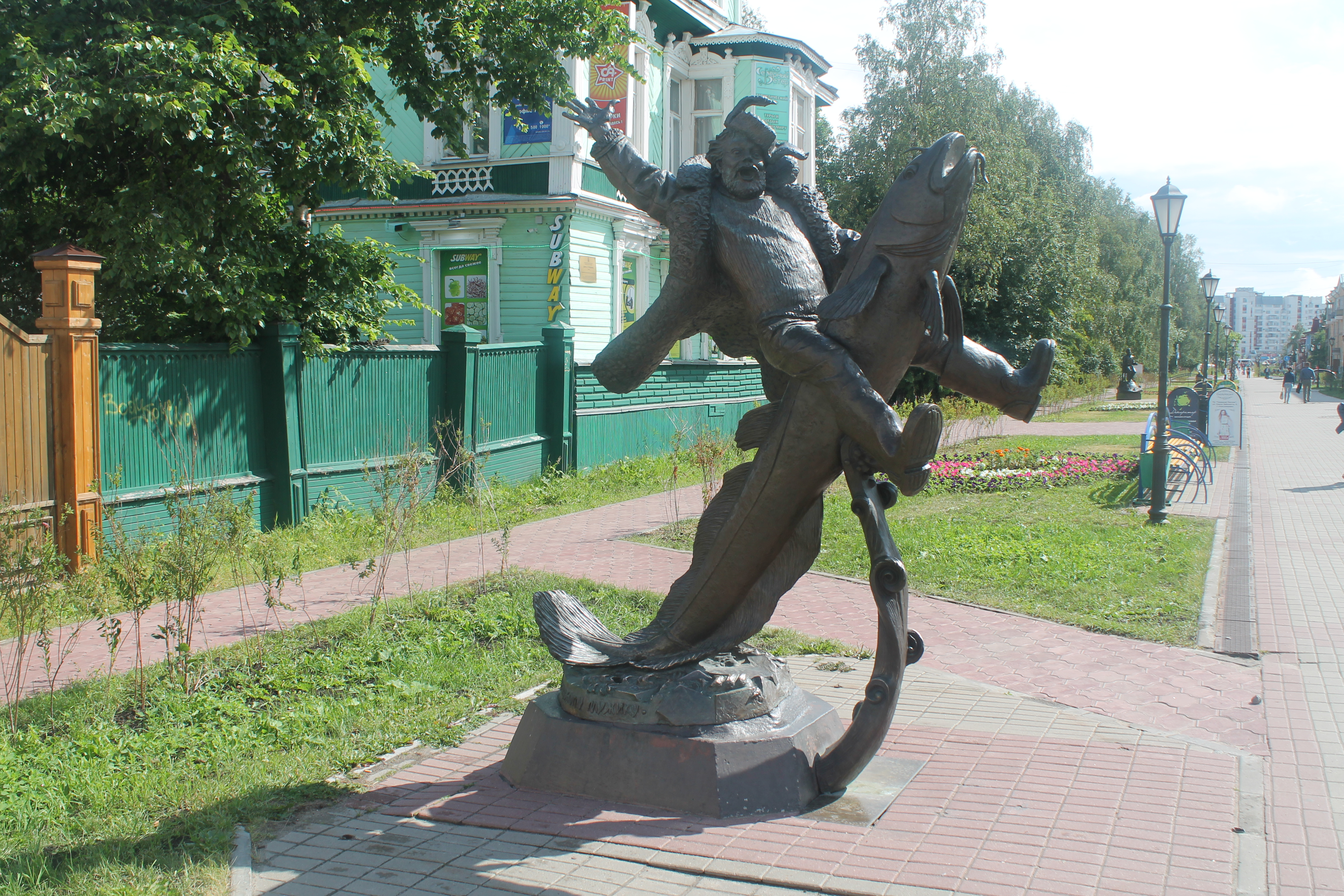
Памятник архангельскому мужику Сене Малине
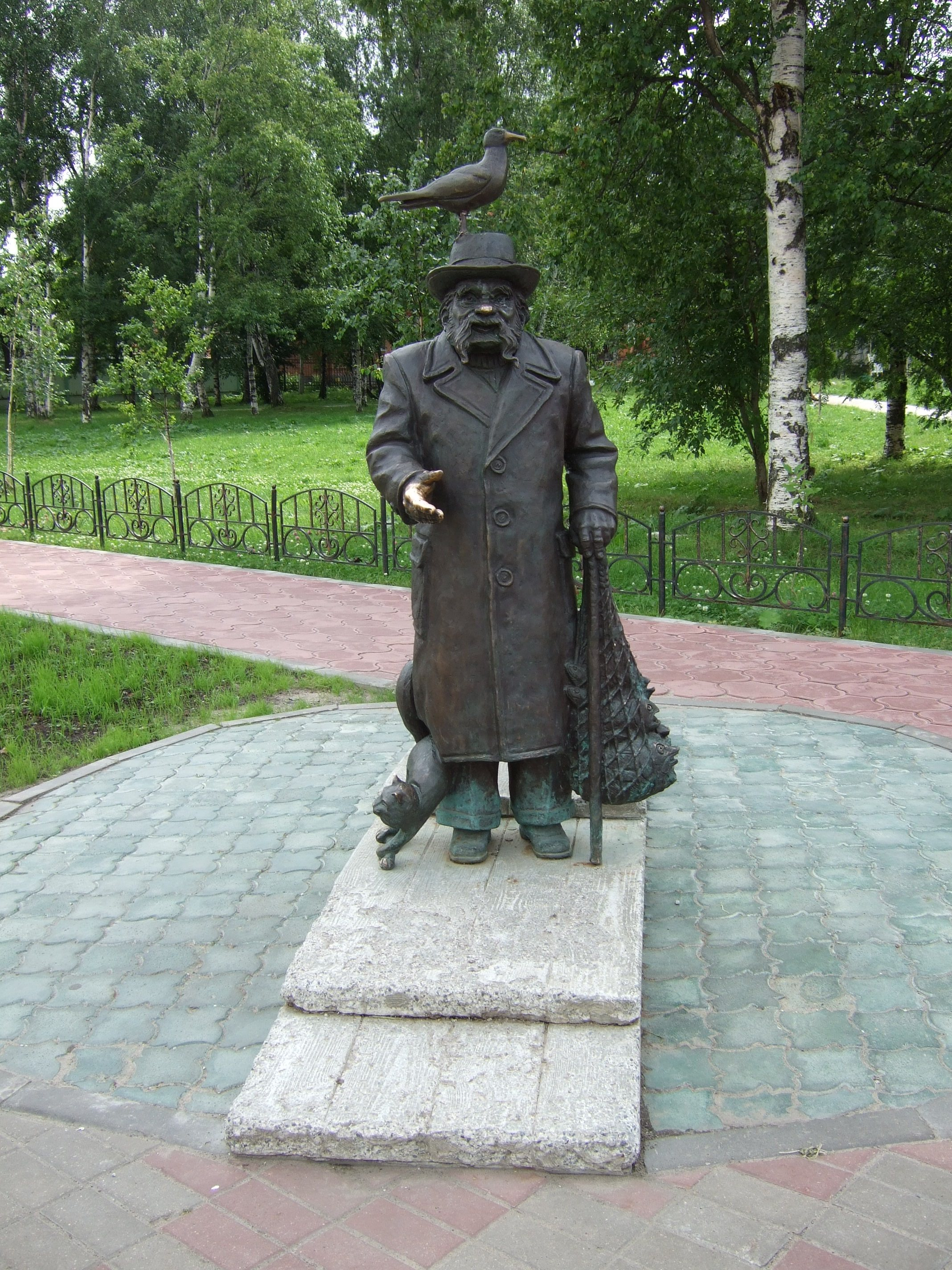
Памятник Степану Григорьевичу Писахову
Памятник Шергину
Памятник русским жёнам